# 下関競艇場
下関競艇場（しものせききょうていじょう）は、山口県下関市にある競艇場。

## 概要

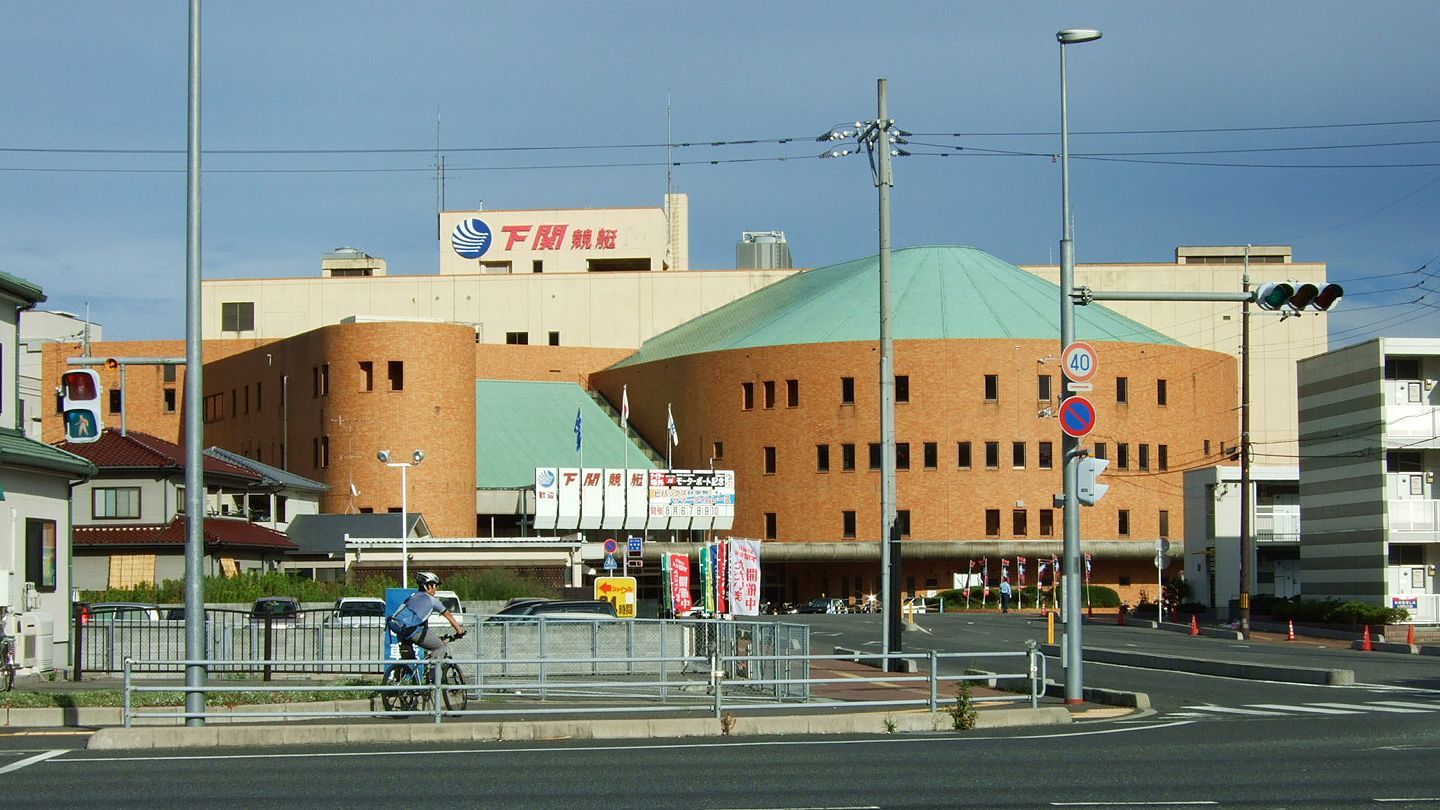
改称前の下関競艇場

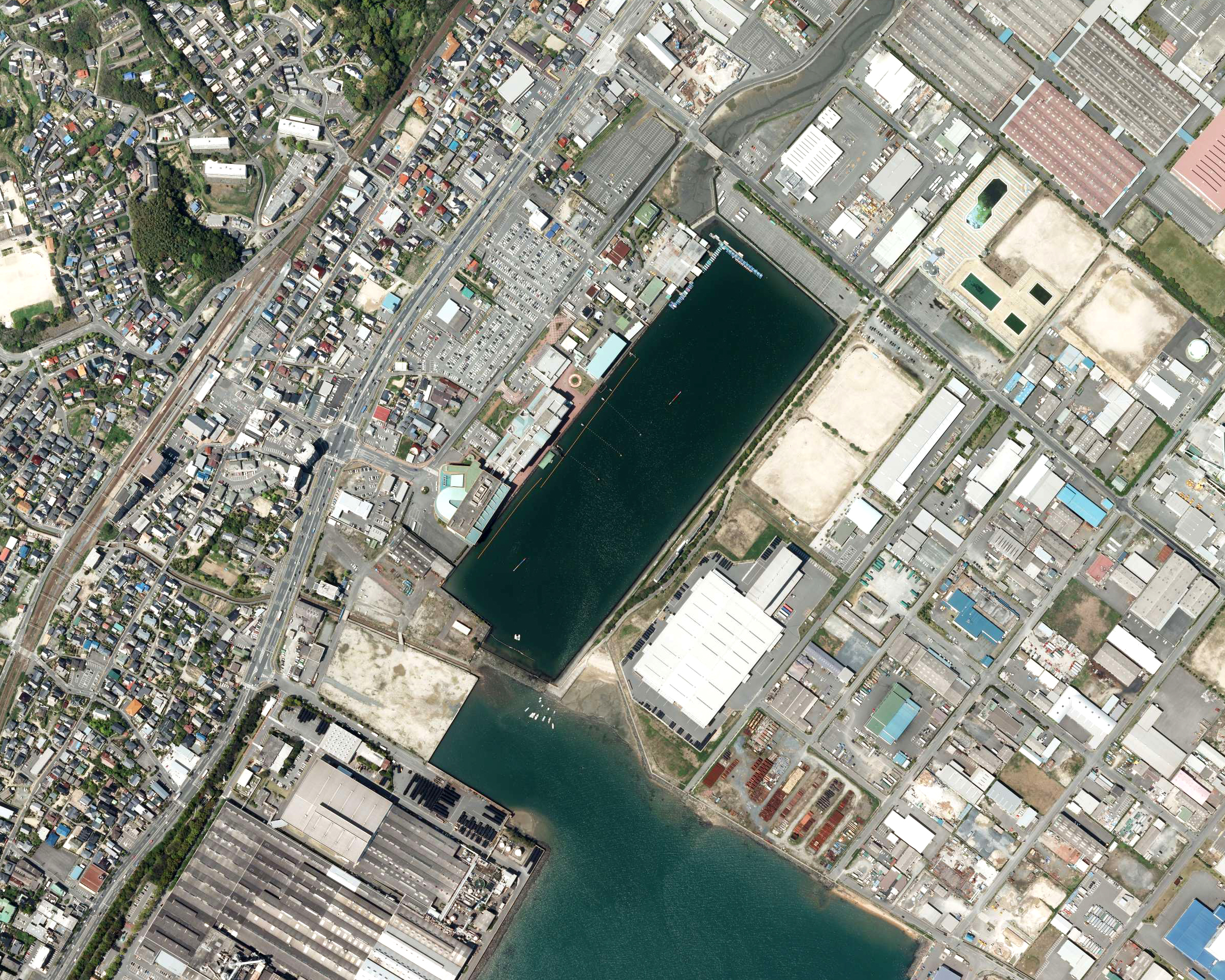
下関競艇場周辺の空中写真。2010年4月25日撮影。。

本州にある公営競技施設としては最西端に位置する。条例上の施設名称はボートレース下関（ボートレースしものせき）で、一般向けには「BOAT RACE下関」の表記が用いられる。
下関市の東部・長府地区の臨海工業団地群の一角に位置する。元々は競艇事業を実施するに当たって適地を選ぶ中で、遠浅で関門海峡特有の潮流にも影響されない長府駅前の松小田海岸が選ばれたものであるが、市の目論見として競艇場建設を長府地区埋め立ての橋頭堡の一つと位置づけ、埋め立て権を持っていた東亜港湾（現在の東亜建設工業）と地元の漁業協同組合との折衝の上、海岸を埋め立てて建設が進められたものである。
「下関市モーターボート競走事業」として地方公営企業法の全部規定が適用されている。現在の施行者は下関市のみであるが、1967年3月27日に美祢市・萩市・豊浦郡豊浦町・豊浦郡菊川町により一部事務組合「美禰市ほか一市二町競艇組合」が結成され、2016年3月まで施行者の一つとして携わっていた（2005年の市町村合併で豊浦郡2町が離脱して「美祢市萩市競艇組合」となった後、2015年度末をもって一部事務組合を解散し事業撤退）。
2017年4月よりナイター専用競艇場となった。ナイター競争の愛称は「海響ドリームナイター」。マスコットキャラクターは、海賊をイメージした「シーボー」。また2010年3月に当地で女子王座決定戦競走が開催されるのに合わせ、「シーボー」のガールフレンドとして「シーモ」というキャラクターが加わった。
テレビCMは山口県の地元民放3局と下関市内でも古くから視聴者が多い福岡県の民放5局で放映されている（ただし、開設当初は運輸省（当時）の指導により「宣伝広告は九州地区におこなわないこと」との条件がつけられていた）。キャッチコピーは「クールなレジャー」。1980年代は女優・志穂美悦子がCMキャラクターを務めていた。
メインとなるスタンドは中央スタンドおよび西スタンドで、何れも全天候型である。さらに中央スタンドには4階（指定席）および5階（ロイヤル席）に有料座席が設置されている。
なお、地区選手権競走のブロックでは中国地区に含まれるが、同場を所轄する日本モーターボート競走会の下関支部は九州地区（九州支局）管内という扱いとなっている。同じ山口県に所在する徳山支部は中四国支局管内である。ただし、かつて同場を所管・受託していた山口県モーターボート競走会は設立時に下関・徳山の2場が競願となったことを踏まえ、2場を同時に管理し、下関と徳山の中間である宇部市に事務所を置いた。
実況は、南鉄平が担当。しかし南がサッカー実況や他場の勝利者インタビュー等で不在の場合は、清家美和（RKBミューズ）や松岡俊道が担当する。2020年からは、元競艇選手で地元出身の芦村幸香がYouTube中継の司会を務めている。2022年7月10日のボートレース甲子園の最終日には、松岡が実況を担当、同年12月25日には桐生競艇場でメイン実況を務める高石順成が代理実況を担当している。

## 歴史
日本の公営競技開催場として初めての試みである薄暮競走を1983年夏に開催した。これは夏季の日没が比較的遅いことを利用して実験的に実施されたもので、通常の競走よりも3時間程度発走時間をスライドさせて、第1競走を14時過ぎに、最終競走も18時30分過ぎに行い、4日間の平均売り上げ9億5000万円、平均観客動員2万7600人と当初の目標を上回る好成績となり、その後の薄暮競走・ナイター競走の定着につなげたことで知られる。また、ナイター実施までは「アフターファイブレース」と称した薄暮競争を春〜初秋にかけて実施していた。
2010年1月30日からの開催より、標準モーターから減音モーター（ヤマト301型）へ変更となった。
2015年（平成27年）10月29日に、ナイター単独開催へ移行することを発表。12月よりナイター設備工事に着手した。2016年8月にナイターレースの愛称が発表され、一般公募の中から「海響ドリームナイター」と言う愛称が選ばれた。
2017年（平成29年）4月1日から全国では6場目・中国地方では初となるナイター競走が開始された。
2021年（令和3年）10月20日には、無観客でナイターよりさらに遅いタイムスケジュールで開催するミッドナイトボートレースを全国で初開催した。

## 主要開催競走
- 周年記念 (GI) として「海響王決定戦」[注釈 2]、企業杯 (GIII) として「長府製作所杯」が行なわれている。
- 新鋭リーグ戦(現ルーキーリーグ)の名称は、トランスワードトロフィー。女子リーグ戦(現オールレディース)の名称は、ジュエルセブンカップ。
- 正月には協同組合下関ふく連盟杯争奪お正月特選、ゴールデンウィークには日本モーターボート選手会会長杯GW特選、お盆には日本財団会長杯スマイルカップレースお盆特選が行なわれている。
- 現在第1レースに「おはよう特賞」を実施しているが、2010年12月の下関市議会議長杯クリスタルカップから第1～第4レースの4レースに拡大する。その後、レース追加及び廃止・移動等の変遷が有りナイターレースに変わった2017年4月現在は以下のようになっている。
- 2017年3月まで
  - 第1レース「おはよう戦」A級選手を1号艇に、他5艇はB級選手等。
  - 第2レース「ふく〜る戦」第1レース同様、A級選手を1号艇、ともう1艇に、他4艇はB級選手等。
  - 第5レース「午後の一撃レース」第1レース同様、A級選手を1号艇に。
  - 第9レース「進入固定競走」
  - 予選最終日第12レース「韋駄天ドリーム」2012年7月15日より新設。その節の予選最終日前日第8レースまでのタイム上位6名によるレース（賞典除外者は除く）。
- 2017年4月から
  - 第1レース「シーモ戦」A級選手を1号艇に、他5艇はB級選手等。
  - 第5レース「進入固定競走」
  - 第7レース「ふく〜る戦」A級選手を1・4号艇ともう1艇をA級選手、他3艇はB級選手等。

## 水面特性
競走水面は海 で、水質は海水。大潮の日の満潮時は、午前中を中心に海水の流入により競走水面にうねりが生じる 競走水面にうねりが生じると、捲りが功を奏しなくなる傾向がある。夏・冬ともに横風が吹くことが多く、スタートが難しい水面とされる。2021年現在ではインの勝率は60%以上となっており、大村競艇場や芦屋競艇場、同県の徳山競艇場と並んで全国の中ではインの勝率が非常に高い事で有名。
2017年よりナイター競艇場となったが、他のナイター場よりも高い位置にあるLEDを使った照明灯の効果で、明るい水面となっている。

## SG開催実績
| 年度 | 競走名                                                 | 優勝者                  | 登番    | 出身      |
| ---- | ------------------------------------------------------ | ----------------------- | ------- | --------- |
| 1956 | 第2回全国地区対抗競走                                  | 中谷博幸                | 316     | 奈良      |
| 1963 | 第9回モーターボート記念競走                            | H 金藤一二三 R 倉田栄一 | 121 318 | 大阪 三重 |
| 1970 | 第16回モーターボート記念競走                           | 山田豊志                | 884     | 福岡      |
| 1971 | 第17回全国地区対抗競走                                 | 小林嗣政                | 1596    | 山口      |
| 1973 | 第19回モーターボート記念競走                           | 瀬戸康孝                | 678     | 佐賀      |
| 1975 | 第10回総理大臣杯競走                                   | 石原洋                  | 1572    | 岡山      |
| 1975 | 第21回モーターボート記念競走                           | 北原友次                | 1481    | 岡山      |
| 1977 | 第12回総理大臣杯競走                                   | 山本泰照                | 1845    | 岡山      |
| 1982 | 第17回総理大臣杯競走                                   | 彦坂郁雄                | 1515    | 千葉      |
| 1985 | 第31回モーターボート記念競走                           | 野中和夫                | 2291    | 大阪      |
| 1989 | 第16回笹川賞競走                                       | 黒明良光                | 3558    | 岡山      |
| 1991 | 第37回モーターボート記念競走                           | 西田靖                  | 3072    | 神奈川    |
| 2000 | 第10回グランドチャンピオン決定戦競走                   | 西島義則                | 3024    | 広島      |
| 2005 | 第15回グランドチャンピオン決定戦競走                   | 山本浩次                | 3558    | 岡山      |
| 2014 | 第17回チャレンジカップ競走                             | 太田和美                | 3557    | 奈良      |
| 2017 | 第20回チャレンジカップ競走                             | 毒島誠                  | 4238    | 群馬      |
| 2020 | 第66回ボートレースメモリアル（モーターボート記念競走） | 寺田祥                  | 3942    | 山口      |
| 2024 | 第27回チャレンジカップ競走                             | 河合佑樹                | 4494    | 静岡      |

## 場外発売所
- ボートレースチケットショップ山口あじす - 山口市阿知須（国道190号沿い）。2011年10月18日に、全国41番目の競艇場外発売場『ミニボートピア山口あじす』としてオープン[15]。売り上げの2%が施行者の下関市に、1%が環境整備協力費として山口市のそれぞれ収入となる[16]。
- ボートレースチケットショップ オラレ下関 - 下関市竹崎町・シーモール下関新館（駐車場棟）1階。2014年8月9日に全国9番目、山口県内ではオラレ徳山（徳山競艇場場外）に次ぐ施設としてオープンした[17]。
- ふく～る下関 - 下関競艇場の第一駐車場内に位置する外向発売所[18]。本場主催レースだけでなく、グレードレースや他競艇場のナイター競走等年間約350日・1日最大4場・48レースを発売する。
- ボートレースチケットショップながと - 長門市東深川・長門市駅そば。2020年9月6日に、山口県内5箇所目のボートレースチケットショップとしてオープン[19]。下関市が全額を拠出して建設したもので、売り上げの1%が環境整備協力費として長門市の収入となる。

## キャッシュレス投票
2014年より舟券購入用ICカード「e～ほっ!カード」を導入した。チャージ・投票・出金ができるだけでなく、ポイントカードも兼ねており、来場やさまざまな条件クリアでポイントが獲得でき、そのポイントはチャージ額への変換や景品交換などに利用できる。
また、e～ほっ!カードを利用した投票で1日全レースの3連単を的中すると、1万円ボーナスが獲得できる。
e～ほっ!カードは当競艇場の他、オラレ下関・ふく～る下関・ボートレースチケットショップながとでも利用可能。

## アクセス
- 山陽本線（JR西日本）長府駅下車徒歩3分[2][3]。
- サンデン交通「長府駅前」または「長府駅」バス停で下車。レース開催日には、JR山陽本線下関駅など下関市内各地から無料バスが運行されている[20]。
- 中国自動車道下関IC・小月ICから自動車で15分[20]、国道2号（国道9号重複）沿い。

### 交通費のサービス
- JR線で長府駅・新下関駅・下関駅下車時に改札口でもらった乗車証明（使用済等のスタンプを押印した乗車券、ICOCAの利用履歴など）をスタンド1階の片道サービス窓口に持っていくと、舟券購入用ICカード「e～ほっ!カード」にその券面分の金額をチャージしてもらえる（最大990円）。かつては復路相当の乗車券（回数乗車券をばらしたもの）がサービスされていた。
- 自動車利用の場合、関門トンネル・関門橋・中国自動車道（美祢西IC以西）・山陽自動車道（宇部IC以西）・北九州高速道路の領収書でも上記同様のサービスを受けられる。
- 門司港～唐戸間の関門汽船の片道運賃も上記同様のサービスを受けられる。